# Li Zhi (Philosoph)

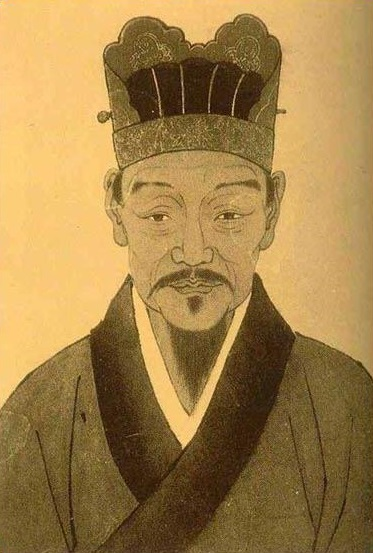
Li Zhi

Li Zhi (chinesisch: 李贄/李贽, ursprünglich Lin Zaizhi, zwischen 1552 und 1567 Li Zaizhi, ab 1567 Li Zhi, Pseudonym Zhuowu 卓吾) (* 23. November 1527; † 6. Mai 1602) war ein chinesischer Philosoph, Autor, Literaturkritiker und Beamter. Er sah den Menschen als vom Eigennutz getriebenes Wesen an, dessen Verhalten zu einer stetigen Spannung zwischen den Individuen führe. Er wollte das gesellschaftlich eingeprägte Normensystem durch ein moralisches Urteil des Einzelnen ersetzen, zu dem dieser durch selbstständiges Denken gelange.

## Leben
Li Zhi stammte aus der Kreisstadt Jinjiang in der damaligen Präfektur Quanzhou. Seine Familie gehörte der wohlhabenden, aber sozial gering geachteten, Händlerschicht der Küstenstädte an. Sein Vorfahr Lin Lü (1328–1384) war einer der reichsten Kaufleute Chinas, der seinen Wohlstand vor allem dem Überseehandel verdankte. Dessen Sohn Lin Nu konvertierte unter den auf seinen Auslandsreisen gewonnenen Eindrücken zum Islam, der fortan in der Familie verbreitet blieb. Die Frage von Lin Zai-zhis religiöser Zugehörigkeit in seinen frühen Jahren kann nicht abschließend geklärt werden. Ein persönliches Bekenntnis zum Islam gilt aber wegen des Fehlens islamischen Gedankenguts in seinen Schriften als unwahrscheinlich.
Nichtsdestoweniger kann ein gewisser sozialer Druck sowohl durch die Verbreitung des Islam in seiner Familie wie auch durch die Zugehörigkeit der Familie zur Händlerkaste, der untersten der vier sozialen Schichten im konfuzianischen Wertesystem, als gegeben erachtet werden.
Lins Vater war der Schullehrer Lin Baizhai, seine direkt nach der Geburt verstorbene Mutter war eine geborene Xu. Nach dem Tod von Lins Mutter heiratete sein Vater erneut. Lin Baizhai erteilte seinem Sohn den grundlegenden Unterricht, um ihn auf die erste Staatsprüfung vorzubereiten. Lin Zaizhi studierte in seiner Jugend vor allem in den Klassikern das Buch der Wandlungen, das Buch der Riten und das Buch der Urkunden. Zeitlebens hatte er eine besondere Beziehung zum Buch der Wandlungen. 1552 legte Lin erfolgreich die Staatsprüfung auf Provinzebene ab und erlangte damit den juren-Grad. In dieselbe Zeit muss seine Heirat mit einer geborenen Huang gefallen sein, denn im Jahre 1552 starb sein Sohn aus dieser Ehe.
Im Jahre 1556 erhielt Lin seine erste Beamtenstelle. Er erlangte den Vorsitz über die Kreisexamina in Gongcheng, in der Provinz Henan. Einige Jahre später, 1559 oder 1560, zog er nach Nanjing, um dort eine Dozentur an der Nationalen Akademie anzutreten. Wenige Monate nach seiner Ankunft erfuhr er vom Tod seines Vaters und beschloss, nach Quanzhou zu reisen, um die Bestattung zu regeln. Er verblieb zwei Jahre in Quanzhou, um während der Piratenüberfälle in den Küstengebieten für den Schutz seiner Familie sorgen zu können. 1562 schließlich ließ er sich mit seiner Familie in Beijing nieder. Nach einer zweijährigen Zeit des bangen Wartens auf eine gutbezahlte Stelle und der Erschöpfung nahezu aller noch vorhandenen Geldmittel erhielt er eine Dozentur an der Nationalen Akademie in Beijing. Bald schon starb jedoch sein Großvater und Lin musste erneut seine Stelle aufgeben und mit seiner Familie nach Quanzhou zurückkehren, um seine Bestattung zu organisieren und die vorgeschriebene Trauerzeit einzuhalten. Auf der Reise in den Süden erwarb er ein Haus in Gongcheng, wo er Jahre zuvor eine Stelle innegehabt hatte. Dort ließ er seine Frau und seine Kinder zurück und reiste alleine weiter nach Quanzhou. Als er 1566 zurückkehrte, war seine Familie verarmt und zwei seiner Töchter waren sogar verhungert. Lin beschloss, seinen Landsitz zu verkaufen und wieder nach Beijing zu ziehen.
Die Lebensphase von Lins erneutem Aufenthalt in der Hauptstadt wird als entscheidend für seinen späteren philosophischen Werdegang angesehen. Als Archivar im Ritenministerium konnte er in einen vielfältigen geistigen Austausch treten. Er lernte Anhänger der Taizhou-Schule kennen und befasste sich mit der Lehre Wang Yangmings (besonders beeinflusst wurde er hierbei durch die Rezeptionen Wangs durch Luo Rufang und Wang Ji) und auch mit buddhistischer Erkenntnistheorie. In diese Zeit fällt die Namensänderung seines persönlichen Namens in Zhi und auch die endgültige Änderung seines Familiennamens in Li. Nach vier Jahren Arbeit im Ritenministerium wurde Li 1570 in das Justizministerium in Nanjing befördert. In Nanjing kam er in Kontakt mit den Brüdern Geng Dingxiang und Geng Dinglii, außerdem entwickelte sich eine Freundschaft mit Jiao Hong, die für den Rest seines Lebens bestehen bleiben sollte. Seinen letzten Beamtenposten trat Li im Jahre 1577 an, als er Präfekt von Yao’an in Yunnan wurde. Auf der Reise in diese weit entfernte Provinz sorgte er für das weitere Unterkommen seiner Familie bei den Gebrüdern Geng in Huang'an in Hubei. Lis Tätigkeit in Yao'an wird als gewissenhafte Ausübung seiner Arbeit gewertet. Aus Geldgründen arbeitete er zusätzlich noch im Lehrwesen, wurde aber an einer intensiven Ausübung dieser Tätigkeit durch seine Arbeit als Beamter gehindert. Li Zhi blieb drei Jahre in Yao'an. Danach gab er den letzten Beamtenposten seines Lebens auf und zog zu den Gengs nach Huang'an. Während sein Verhältnis zu Geng Dinglii ein gutes blieb, stand das zu Dingxiang am Rand des Zerwürfnisses. Li warf Dingxiang vor, sich nicht ausreichend für den 1579 im Gefängnis von Wuchang verstorbenen He Xinyin eingesetzt zu haben.
Nach Dingliis Tod im August 1584 musste Li Huang'an verlassen. Es sandte seine Familie nach Fujian zurück, während er selbst in das buddhistische Kloster Zhifoyuan am Drachensee zog, das in der Nähe des Ortes Macheng, nicht weit von Huang'an lag. Einige Jahre später, 1588, wurde Li Zhi schließlich auch Mönch, was er ironisch mit: „Schließlich wollte ich doch auch endlich so verrückt aussehen, für wie mich die Leute allgemein halten.“ kommentierte. In der relativen Einsamkeit seiner Umgebung, sei es ihm einzig möglich, Kultur und Zivilisation zu lehren. So zog er in einem Anbau des Klosters mit angrenzender Terrasse zunehmend mehr Menschen durch Vorträge an. Die bedeutsamste Tätigkeit im Kloster bestand in der Abfassung seiner Schriften zu Literatur, Geschichte und Philosophie, in denen er sich kritisch mit dem neokonfuzianischen Welt- und Geschichtsbild sowie auch mit Konfuzius selbst auseinandersetzte. Bezeichnend für seine Neigung zum Tabubruch und zur ironischen Verkehrung der Konfuziusverehrung war seine Widmung für ein Bild des Konfuzius, das er in der Buddhahalle des Klosters aufgehängt hatte.
Seine Werke beschieden ihm bald große Popularität und sein Ruf reichte bis in die Hauptstadt des Reiches. 1590 erschien sein Buch Zum Verbrennen, in dem u. a. sein früherer Bekannter Geng Dingxiang angegriffen wird. Geng erteilte hierauf seinem Schüler Cai Yizhong den Auftrag ein Buch gegen Zum Verbrennen zu schreiben. Außerdem beschuldigte er Li vor der lokalen Beamtenschaft der Aufwiegelung des Volkes und der Verunglimpfung der konfuzianischen Lehre. Wegen des drohenden Prozesses verließ Li das Kloster und zog zu den Brüdern Yuan in Gongan, wo er die Jahre 1590 bis 1593 verbrachte. Gemeinsam mit den Brüdern lebte er 1593 bis 1596 wieder in Macheng und reiste danach zu Liu Dongxing in Shaanxi.
Im Jahr 1598 traf er in Nanjing mit dem Missionar Matteo Ricci zusammen, eine Begegnung, deren Folgenlosigkeit später breit rezipiert wurde. Im folgenden Jahr erschien ebendort das Buch Zum Verbergen. Bald darauf kehrte er in das Kloster Zhifoyuan zurück, wo sein Wohnort im Jahr 1600, ebenso wie seine vorgesehene Begräbnisstätte von durch lokale Honoratioren gedungenen Brandstiftern in Brand gesteckt wurde. Li floh daraufhin mit dem Zensor Ma Jing-lun zuerst nach Shangcheng und 1602 dann nach Tongzhou in der Nähe von Beijing.
Zu ebendieser Zeit verfasste der Beamte Zhang Wenda die Anklageschrift gegen Li und reichte sie als Throneingabe ein. Er führt darin aus: "Li Zhi war früher Beamter, im Alter hat er sich wie ein buddhistischer Mönch den Kopf geschoren. In der letzten Zeit verfasst er Bücher wie Dem Scheiterhaufen geweiht und Zum Verstecken und so ähnliche, die sich im Land verbreiten, die Gemüter erhitzen und den Geist verwirren [...], kurzum, die Werturteile des Konfuzius über Gut und Böse hält er für gänzlich ungenügend. [...] Li Zhi ist verrückt in seinen wirren Reden und rebellisch in seinen Taten, wahrlich nicht einfach, alle Verbrechen Stück für Stück genau aufzuführen. [...] Mit Herumtreibern haust er in einem schäbigen Kloster, wo er sich Huren und Weibsbilder hinholt und es mit ihnen am helllichten Tag treibt. Männer und sogar Frauen ködert er mit Verlockungen, zu ihm ins Kloster zu kommen, wo er angeblich Vorträge über "Dharma" halten will."
Die Antwort der Regierung auf die Throneingabe griff die erhobenen Vorwürfe auf und befahl, Li wegen Rebellion, der Störung von Recht und Ordnung und Verführung und Verhetzung des Volkes in Haft zu nehmen und seine Bücher zu verbrennen. Li wurde daraufhin festgenommen und nach Beijing verbracht, wo er am 6. Mai 1602 im Gefängnis, laut Yuan Zhong-dao schnitt er sich mit einem Messer die Kehle durch, Suizid beging.

## Denken
Li Zhis Denken befasste sich mit der Frage der normativen menschlichen Werteordnung des Individuums, die für ihn einem ständigen Wandel unterworfen war. In einem Vortragsentwurf aus den 1590er Jahren heißt es: "Was gestern richtig war, wird heute als falsch angesehen; und was heute als falsch gilt, kann morgen schon wieder richtig sein". Jeder Mensch habe sein eigenes Normsystem in sich, das aber keinerlei Möglichkeit dazu habe, zur allgemein anerkannten Ordnung zu werden. Für Li Zhi handeln die Menschen vor allem ihren Interessen folgend, wobei selten an die Bedürfnisse anderer Menschen gedacht wird. Li Zhi schließt bei dieser Beurteilung auch die Schicht der Literatenbeamten nicht aus. In einem Brief an seinen Freund Geng Dingxiang schreibt er in dem für ihn typischen lockeren Tonfall, dessen Sprache hauptsächlich dem Bereich der Prajna-Paa´ramita-Schriften entnommen ist, aber auch daoistische und konfuzianische Vokabeln verwendet:
"Wir tun doch alle genau dasselbe [...]. Wir sind von früh bis spät damit beschäftigt, Land zu bestellen, um leben zu können, Grundbesitz zu erwerben, um geachtete Gentry zu werden, Bildung zu erlangen, um Examina zu bestehen, Beamte zu werden, um unseren Status zu erhöhen, Geomantik zu treiben, um unsere Vorteile an die Nachkommen weitergeben zu können. Bei all diesen Tätigkeiten geht jedermann in seinen eigenen Interessen und denen seiner Familie auf. Da ist kein einziger Gedanke, der sich mit jemand anderem beschäftigte."
Li Zhi war der Ansicht, dass auch die Literatenbeamten bloß die eigenen Interessen gut zu kaschieren und unter dem Mantel der Gelehrsamkeit und des Allgemeinwohls zu verbergen wüssten. Die Menschen stünden in stetiger Konkurrenz zueinander. Li Zhi verwarf also ein idealistisches Menschenbild und zugleich auch das harmonistische Sozialmodell des Konfuzianismus. Der Eigennutz der Menschen führe zu Konkurrenz, einer Spannung, die letztlich aber auch Neues schaffen könne.
Li Zhi war der Ansicht, das Problem des fortgeschrittenen Egoismus lasse sich nur dadurch lösen, dass der einzelne Mensch die kollektiv vermittelten Normen durch ein eigenes moralisches Urteil ersetze, zu dem er durch selbstständiges Denken gelangt sei.
Diese Ansichten musste die Schicht der staatstragenden Literatenbeamten in ihrem Daseinszweck angreifen, sodass Li Zhi von hier den größten Widerstand zu spüren bekam.